# Yisroel Friedman de Ruzhin
Yisroel Friedman de Ruzhin (en hebreo: ישראל פרידמן מרוז'ין) (5 de octubre de 1796 - 9 de octubre de 1850), también llamado Israel de Ruzhin, fue un rebe jasídico ucraniano. 
El Zar Nicolás I de Rusia, encarceló Friedman durante casi dos años por un cargo de asesinato sin fundamento.
Después de su liberación, Friedman huyó a Austria, donde restableció su corte en Sadigura, Bucovina en los Montes Cárpatos y proveyó para la comunidad jasídica en la Tierra de Israel, e inauguró la construcción de la Sinagoga Tiféret Israel en el Ciudad vieja de Jerusalén.[cita requerida]

## Primeros años
Friedman era un descendiente directo de la línea masculina del Rabino Dov Ber de Mezeritch (el Maguid de Mezeritch) (1704-1772), el principal discípulo del Baal Shem Tov. El Rebe era bisnieto del Maguid de Mezeritch, el nieto del Rabino Avrohom HaMalach (El Ángel) (1740-1777), e hijo de Sholom Shachne, el Rebe de Prohobisht (1769-1802). Su abuelo materno fue el Rabino Nochum de Chernobyl, un estrecho colaborador del Baal Shem Tov. Se le dio el nombre de Yisroel, en homenaje al Baal Shem Tov, el Rabino Yisroel ben Eliezer. El Rebe tenía dos hermanos mayores, Avrohom (1787-1812) y Dov Ber (que falleció en su infancia), y una hermana menor, Chaya Ita. Afirmando descender del linaje real de la Casa de David, (Maljut Beit David) su padre, el Rebe de Prohobisht, se comportó de manera diferente a otros líderes jasídicos de la época. Mientras que la mayoría de los líderes jasídicos vestían ropas blancas, él vestía ropas de lana cosidas con botones. También vivía en una casa impresionante con un gran jardín. Estos elementos se incorporarían más tarde a la conducta de Friedman como Rebe. Yisroel Friedman tenía seis años cuando murió su padre y su hermano Avrohom, de 15 años, asumió el liderazgo de los jasidim de su padre en Prohobisht. A los 7 años, Friedman estaba comprometido con Sarah, hija del Rabino Moses Efrati de Berdýchiv. A los 13 años, se casó y se mudó a Botoșani, Rumanía. Tres años más tarde, su hermano Avrohom murió sin descendencia y sucedió a su hermano como líder de los jasidim de Prohobisht. Después de vivir primero en Prohobisht y luego en Skvira, Friedman se instaló en Ruzhin, donde logró la reputación de un gran hombre santo y atrajo a miles de seguidores, convirtiendo a la dinastía de Ruzhin en la comunidad jasídica más grande e influyente en los distritos del suroeste de la Zona de Asentamiento.

## Corte Real
El Rebe de Ruzhin fue un líder carismático conocido por su comportamiento aristocrático. Estableció un trono regio para su corte real, vivía en un palacio equipado con espléndidos muebles, viajaba en un carruaje plateado, tirado por cuatro caballos blancos, estaba acompañado por un séquito de asistentes, y vestía una kipá dorada y ropa elegante con botones de oro macizo, sus hijos también vestían como nobles y eran atendidos por criados. Aunque este tipo de grandeza y opulencia era muy inusual para los líderes jasídicos, el Rebe fue aceptado por muchos rabinos y rebes de su época, los cuales reconocieron al Rebe como un gran Tzadik que honraba la gloria de Dios. Sus seguidores pensaban que el Rebe de Ruzhin se humillaba constantemente ante Dios y afligía su cuerpo con ayunos y otras aflicciones. El Rebe se relacionaba con los pobres y oprimidos que acudían en masa a su corte, asimismo, también se ganó el respeto de la nobleza rusa.

## Encarcelamiento y fuga
El estilo de vida extravagante y el prestigio del Rebe despertaron la envidia del Zar Nicolás I de Rusia, y la ira de los maskilim judíos (miembros del movimiento de la ilustración judía); este último grupo de judíos ilustrados tramaba continuamente para provocar la caída del Rebe. En 1838, en el punto álgido de una investigación de dos años sobre el asesinato de dos informantes judíos, el gobernador general de Berdýchiv detuvo al Rebe bajo la falsa acusación de complicidad en los asesinatos. El Rebe fue llevado ante el Zar, cuyos propios agentes le dijeron que el Rebe estaba tratando de establecer su propio Reino, y estaba fomentando la oposición al gobierno. El Zar hizo encarcelar al Rebe en Donevitz durante siete meses, y luego lo encarceló en Kiev durante quince meses, a la espera de la decisión de exiliarlo al Cáucaso o deportarlo a Siberia. Nunca se presentaron cargos formales contra él, y nunca se celebró ningún juicio. El 19 de febrero de 1840 (Shushan Purim del año 5600 en el calendario hebreo), el Rebe fue repentinamente liberado. Pero todavía estaba sujeto a la acusación de oponerse al gobierno, y fue puesto bajo vigilancia policial en su casa, lo que hizo cada vez más difícil para sus jasidim poder visitarlo. El Rebe decidió mudarse a Chisináu, donde la autoridad del distrito era más indulgente, y su familia se unió a él. Cuando sus jasidim se enteraron a través de fuentes internas de que el Zar seguía adelante con su plan de exiliar al Rebe por sus intentos de crear un reino judío, sobornaron al gobernador de Chisináu para que le proporcionara al Rebe un visado para poder viajar, justo cuando el Rebe se iba de Chisináu, llegaron las órdenes del gobierno para su posterior arresto y deportación. Cuando el Rebe llegó a Iaşi, la capital del Principado de Moldavia en aquella época, sus jasidim le consiguieron un pase de viaje para cruzar la frontera hacia Austria. Su difícil situación se convirtió en una causa célebre internacional, con jasidim de toda Europa del Este pidiendo a los funcionarios del gobierno e incluso a los sacerdotes que salvaran al Rebe de la extradición y el exilio. Moviéndose de ciudad en ciudad, incluidos Shatsk en Bucovina (que entonces pertenecía a Austria), Kompling y Skola, el Rebe terminó en Sadigura, en Bucovina, el hogar de la segunda comunidad judía más grande de Austria (después de Chernowitz). En ese pueblo, 40 años antes, un niño de 10 años llamado Yisroel Donenfeld había desaparecido sin dejar rastro. El Rebe se presentó como el Yisroel perdido hace mucho tiempo, y con el testimonio de ocho hombres que afirmaron que nació en Sadigura, recibió documentos de ciudadanía. Sus jasidim lo ayudaron a comprar una propiedad en la ciudad y demostraron que tenía 20.000 coronas para apoyarle, con lo cual recibió la ciudadanía honoraria, y la protección del gobierno austriaco. En el verano de 1842, la familia del Rebe finalmente pudo unirse a él, con la condición de que renunciaran a todos los derechos de visitar o de regresar a la madre Rusia. El Rebe construyó una casa palaciega en Sadigura que era incluso más hermosa que la que había dejado en Ruzhin. El Bet Midrash y la sinagoga acomodaban a 3.000 fieles, miles de jasidim cruzaron las fronteras de Galitzia, Rusia y Rumanía para estar con su Rebe, y todos los judíos de Sadigura se convirtieron en jasidim de Ruzhin.

## Actividades en Tierra Santa
La Sinagoga Tiféret Israel en Jerusalén lleva el nombre del Rebe de Ruzhin, que promovió su construcción. El Rebe de Apta, nombró al Rebe de Ruzhin presidente de Kollel de Volinia, el Rebe de Ruzhin tenía la responsabilidad de recaudar y distribuir el dinero necesario para apoyar a la comunidad jasídica presente en la Tierra de Israel. El Rebe de Ruzhin alentó a sus jasidim a emigrar y ofreció su apoyo a través del Kolel. Aunque deseaba hacer Aliyá él mismo, dijo que no podía dejar solos a sus jasidim. En 1843, el Rabino Nissan Beck, un jasid de Ruzhin, viajó desde Jerusalén hasta Sadigura, para visitar al Rebe. Le informó que de que el Zar Nicolás I de Rusia tenía la intención de comprar un terreno junto al Muro Occidental, con la intención de construir allí una iglesia y un monasterio. El Rebe le encargó al judío Beck la tarea de frustrar el intento del Zar. Beck logró comprar la tierra a sus propietarios árabes por una suma exorbitante, pocos días antes de que el Zar ordenara al cónsul ruso en Jerusalén que hiciera efectiva la compra en su nombre. El Zar se vio obligado a comprar un terreno diferente para hacer una iglesia, en un lugar que actualmente se conoce como el complejo ruso. El hijo del Rebe, el Rabino Avrohom Yaakov Friedman de Sadigura, completó la tarea de recaudar fondos, e inauguró el edificio en el verano de 1872. La sinagoga fue llamada "Tiféret Israel", en honor al Rebe de Ruzhin, también fue conocida como la Sinagoga Nissan Beck, por el nombre de su arquitecto y constructor. El Rebe murió a la edad de 54 años, el 9 de octubre de 1850 (el 3 de Jeshván de 5610 del calendario hebreo) y fue enterrado en Sadigura.

## Segundo matrimonio
Poco después de la muerte de su esposa Sarah en 1847, el Rebe se volvió a casar con Malka, la viuda del Rabino Tzvi Hirsch de Rimanov. Malka tenía una niña de siete años y un niño de tres años fruto de su primer matrimonio, pero en sus segundas nupcias con el Rebe no tuvo más hijos.

## Enseñanzas y legado del Rebe
El Rebe no escribió ningún libro, sin embargo, sus dichos y enseñanzas han sido registrados por los jasidim de Ruzhin y por sus biógrafos. Hasta el día de hoy, las instituciones de Ruzhin se denominan "Tiféret Israel" (en hebreo: תפארת ישראל), en honor al Rebe de Ruzhin. Estas instituciones incluyen la Yeshivá de Ruzhin ubicada en Jerusalén, establecida en 1957 por Mordejai Shlomo Friedman, el Rebe de Boyan en la ciudad de Nueva York entre los años 1927 y 1971. El Rebe Mordejai Shlomo Friedman, era un bisnieto del Rebe Yisroel Friedman de Ruzhin.